# Лозовеньківська сільська рада
Лозове́ньківська сільська́ ра́да — колишній орган місцевого самоврядування в Балаклійському районі Харківської області. Адміністративний центр — село Лозовенька.

## Загальні відомості
- Лозовеньківська сільська рада утворена в 1730 році.
- Територія ради: 73,916 км²
- Населення ради: 921 особа (станом на 2001 рік)
- Територією ради протікає річка Сіверський Донець.

## Населені пункти
Сільській раді підпорядковані населені пункти:
- с. Лозовенька
- с. Вільне
- с. Нова Серпухівка

## Склад ради
Рада складалася з 14 депутатів та голови.
- Голова ради: Даниленко Михайло Леонідович
- Секретар ради: Деревянко Галина Віталіївна

### Керівний склад попередніх скликань
| Прізвище, ім'я, по батькові  | Основні відомості                                                 | Дата обрання | Дата звільнення |
| ---------------------------- | ----------------------------------------------------------------- | ------------ | --------------- |
| Захаров Микола Іванович      | Сільський голова, 1968 року народження, член Партії регіонів      | 26.03.2006   | 31.10.2010      |
| Даниленко Михайло Леонідович | Сільський голова, 1973 року народження, освіта вища, безпартійний | 31.10.2010   |                 |

Примітка: таблиця складена за даними сайту Верховної Ради України

### Депутати
За результатами місцевих виборів 2010 року депутатами ради стали:

#### За суб'єктами висування
| Суб'єкт висування | Кількість обраних депутатів | %    |
| ----------------- | --------------------------- | ---- |
| Партія регіонів   | 13                          | 92,9 |
| Самовисування     | 1                           | 7,1  |

#### За округами
| № округу        | Прізвище, ім'я, по батькові     | Дата визнання обраним | Освіта             | Партійна приналежність | Відомості про обраного депутата                              |
| --------------- | ------------------------------- | --------------------- | ------------------ | ---------------------- | ------------------------------------------------------------ |
| Партія регіонів |                                 |                       |                    |                        |                                                              |
| 1               | Стремоухова Ірина Василівна     | 01.11.2010            | вища               | член Партії регіонів   | Лозовеньківська сільська рада, головний бухгалтер ради       |
| 2               | Стремоухов Олег Іванович        | 01.11.2010            | середня            | член Партії регіонів   | ТОВ "АФ «Україна Нова», водій                                |
| 3               | Петряєв Олександр Григорович    | 01.11.2010            | середня            | член Партії регіонів   | ТОВ "АФ «Україна Нова», водій                                |
| 4               | Мельник Олександр Миколайович   | 01.11.2010            | вища               | член Партії регіонів   | Лозовеньківська загальноосвітня школа, вчитель               |
| 5               | Стремоухова Олена Олександрівна | 01.11.2010            | вища               | член Партії регіонів   | Лозовеньків-ська сільська рада, спеціаліст ІІ категорії ради |
| 6               | Стремоухов Олександр Іванович   | 01.11.2010            | середня            | член Партії регіонів   | тимчасово не працює                                          |
| 7               | Деревянко Юрій Володимирович    | 01.11.2010            | вища               | член Партії регіонів   | тимчасово не працює                                          |
| 8               | Захарова Алла Григорівна        | 01.11.2010            | вища               | член Партії регіонів   | Лозовеньківська загальноосвітня школа, директор              |
| 9               | Деревянко Галина Віталіївна     | 01.11.2010            | вища               | член Партії регіонів   | Лозовеньківська сільська рада, секретар                      |
| 10              | Затолока Олексій Михайлович     | 01.11.2010            | середня            | член Партії регіонів   | пенсіонер                                                    |
| 12              | Петряєва Лідія Олександрівна    | 01.11.2010            | вища               | член Партії регіонів   | Лозовеньківська загальноосвітня школа, вчитель               |
| 13              | Стремоухову Світлана Михайлівна | 01.11.2010            | середня            | член Партії регіонів   | МТФ № 3ТОВ "АФ «Україна Нова», рахівник                      |
| 14              | Подкользан Валентина Миколаївна | 01.11.2010            | середня спеціальна | член Партії регіонів   | пенсіонер                                                    |
| Самовисування   |                                 |                       |                    |                        |                                                              |
| 11              | Лукієнко Сергій Михайлович      | 25.04.2011            | вища               | член Партії регіонів   | тимчасово не працює                                          |